# Championnat d'Amérique du Nord masculin de volley-ball 1977
Navigation
Édition précédente Édition suivante
Le 5e championnat d'Amérique du Nord de volley-ball masculin s'est déroulé du 23 avril 1977 au 30 avril 1977 à Saint-Domingue, République dominicaine. Il a mis aux prises les neuf meilleures équipes continentales.

## Classement final
| Place              | Équipe                      |
| ------------------ | --------------------------- |
| Médaille d'or      | Cuba                        |
| Médaille d'argent  | Mexique                     |
| Médaille de bronze | Canada                      |
| 4                  | Porto Rico                  |
| 5                  | États-Unis                  |
| 6                  | Haïti                       |
| 7                  | République dominicaine      |
| 8                  | Antilles néerlandaises      |
| 9                  | Îles Vierges des États-Unis |